# سن-ژود، کبک
سن-ژود (به فرانسوی: Saint-Jude) شهری در منطقه شهری له ماسکوتن ناحیه مونترژی در استان کبک کانادا است. در سرشماری سال ۲۰۱۱ این شهر ۱٬۱۱۱ نفر جمعیت داشته‌است و مساحت آن ۷۷٫۳۶ کیلومتر مربع است.